# 米尔特·范德斯霍特
米尔特·范德斯霍特（荷蘭語：Myrte van der Schoot，2004年4月16日—），荷兰女子田径运动员，2024年世界室内田径锦标赛女子4×400米接力金牌得主，2024年欧洲田径锦标赛女子4×400米接力金牌得主、2024年夏季奥林匹克运动会女子4×400米接力银牌得主。